# Castello di Castiglione

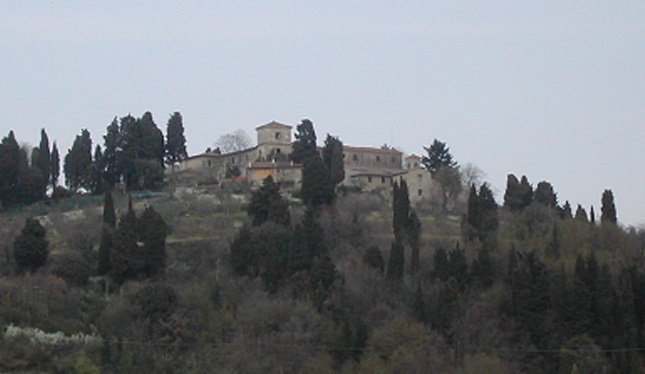
Aspecto geral do Castello di Castiglione.

O Castello di Castiglione, ou di Castiglioni, é um palácio fortificado que se situa nas proximidades de Cercina, fracção da comuna de Sesto Fiorentino.

## História
A existência dum castelo nas proximidades de Cercina é atestada a partir dos séculos X e XI. O desenvolvimento do castelo esteve ligado aos Catellini da Castiglione, família que detinha a sua posse em torno do ano 1230 e da qual derivou o nome do edifício.
Nos finais do século XIV, os Catellini foram expulsos da República Florentina, perdendo os seus direitos sobre o castelo. Esses direitos foram recuperados em 1434, mantendo a família a posse do castelo nos séculos seguintes.
Entre o século XV e o século XVI foi submetido a diversas intervenções que o transformaram de lugar fortificado em residência senhorial. As intervenções são seguramente datadas deste período, tanto pelas grandes janelas também utilizadas noutras transformações do mesmo período, como pela concordância com a representação no afresco quinhentista do claustro de São Marcos em Florença: no fundo, o castelo tem condições muito semelhantes às actuais.
Em 1452, Santo Antonino Pierozzi, arcebispo de Florença, permaneceu no castelo por um breve período, hóspede de Francesco di Bernardo da Castiglione, seu secretário particular e pároco de Sant'Andrea a Cercina. O arcebispo esteve hospedado por três dias na residência da família. Aqui terá operado o milagre invocado por Dante di Bernardo da Castiglione que, casado há tempos com Marietta di Ruberto di Bonaccorso Pitti, até então não tinha filhos, com o perigo de ver assim extinguir-se a própria linhagem. Os cônjuges receberam a graça invocada pelo santo arcebispo e tiveram numerosos filhos. Em seguida, as salas aos pés da torre que haviam hospedado o arcebispo foram transformadas numa capela a ele dedicada. Uma outra visita foi feita em seguida pelo Papa Leão X, hóspede do próprio secretário apostólico Francesco di Dante da Castiglione, um dos filhos nascidos na sequência da intercessão miraculosa de Santo Antonino e também ele pároco de Sant'Andrea.
Durante o cerco de Florença (1529-1530), Dante di Bernardo da Castiglione bateu-se em duelo com o furagido Bertino Aldobrandi. A espada utilizada em tal duelo foi durante séculos conservada no palácio até que, na segunda metade do século XIX, foi vendida em leilão.
No início do século XIX, o edifício foi vendido aos Garinei, passando depois por sucessivos actos de venda aos Sambalino, aos Strozzi, a Giangualberto Carminati (1897) e aos Pozzolini (1913. No decorrer do século XX teve numerosas mudanças de proprietários e foi deixado em estado de abandono.

## Descrição
O edifício apresenta-se composto por várias partes edificadas em diferentes períodos. A ala sudoeste parece ser de mais antiga origem. O actual aspecto deve-se a transformações sofridas, provavelmente, entre o século XV e o século XVI: desta reordenação e ampliação são visíveis, na fachada sul, os dois portões de acesso (um dos quais tapado), emoldurados com blocos colmeados de pedra, e as amplas janelas iguais às do lado leste no pátio interior.
Parte da ala sul do edifício é devida a um acrescento posterior; isso é provado pela ausência dos locais subterrâneos, que por outro lado estão presentes no resto da construção, e pela representação do complexo no afresco de Bernardino Poccetti no claustro de São Marcos. A presença do brasão dos Catellini ao centro da fachada desta ala indica, todavia, a sua realização anteriormente à venda do edifício no século XIX.
Alguns trabalhos de transformação interna foram executados no século XX, como mostram os restos de paredes de tijolo acimentado semi-desmoronadas, algumas com vista à subdivisão do edifício em unidades habitáveis com o tamponamento de portas internas.
O edifício há muito abandonado sofreu desmoronamentos difusos de pavimentos e coberturas, além de danos causados por vândalos e saqueadores que o espoliaram de quase tudo o que era possível remover.